# До Ре Мі Фа Соль Ля Сі До
До Ре Мі Фа Соль Ля Сі До (кор. 도레미파솔라시도)  — південнокорейський молодіжний музичний фільм 2008 року, режисера Кан Кон Хяна. Фільм знятий за однойменною новелою Гвієні.

## Сюжет
Старшокласниця Юн Чон Вон у вільний від навчання час працює в парку розваг, але в неї стається конфлікт з одним з відвідувачів, після чого її звільняють. Через декілька днів після цього випадку, до сусіднього пустуючого будинку переїздять нові мешканці — родина з чотирьох осіб, батьки та майже дорослі діти. На подив Чон Вон, сином нових сусідів виявляється її кривдник з парку. Виявляється що його звати Сін Ин Гю і він є достатньо відомим солістом молодіжного музичного гурту. Одного вечора коли Чон Вон в тайні від батьків йшла на чергову підробітку, її помічає Ин Гю та починає шантажувати тим що все розповість батькам Чон Вон, але обіцяє мовчати якщо вона стане щодня носити його гітару зі школи. Не маючи вибору вона погоджується на його пропозицію. Одного разу Чон Вон потрапляє на репетицію музичного гурту Ин Гю, де зустрічає свого давнього знайомого Хї Вона з яким вона втратила зв'язок через прикрий випадок. З часом Чон Вон розуміє що закохалася в Ин Гю і її почуття взаємне, але і Хї Вон зізнається їй що вона йому не байдужа. Не взмозі спокійно спостерігати за їх відносинами, Хї Вон змушує Чон Вон розірвати стосунки з Ин Гю погрожуючи їй стрибнути з даху будинку. Шокований вибором Чон Вон, Ин Гю йде зі сцени прямо серед концерту.
Минає деякий час. Хї Вон починає розуміти всю штучність своїх відносин з Чон Вон. На додачу з'ясовується що з Ин Гю стався нещасний випадок унаслідок якого він втратив пам'ять і почав вести себе як дитина. Хї Вона починають мучити докори сумління, але чи не запізно повернути все назад? Чи можливо вилікувати друга…

## Акторський склад

### Головні ролі
- Чха Є Рьон — у ролі Юн Чон Вон.
- Чан Гин Сок — у ролі Сін Ин Гю[2]. Вокаліст молодіжного музичного гурту.
- Чон Ий Чхоль[en] — у ролі Кан Хї Вона. Басист гурту.

### Другорядні ролі
- Ім Чу Хван[en] — у ролі Юн Че Квана. Молодший брат Чон Вон.
- Кім Хьо Ок[en] — у ролі матері Чон Вон та Че Квана.
- Лі Кин Хий — у ролі батька Чон Вон та Че Квана.
- Хан Су Йон[en] — у ролі Дон Хї. Учасниця гурту.
- Пак Мін Чжі[en] — у ролі Сін На Рі. Учасниця гурту.
- Лі Ин — у ролі Юн А. Подруга Чон Вон.